# Stenus schmidti
Stenus (Hypostenus) schmidti – gatunek chrząszcza z rodziny kusakowatych i podrodziny myśliczków (Steninae).
Gatunek ten został opisany w 1939 roku przez L. Benicka na podstawie okazów odłowionych w Vara Blanca.
Ciało długości od 2,7 do 3 mm, czarne, raczej grubo punktowane, z powodu krótkiego owłosienia lekko ołowianoszaro połyskujące. Czułki żółte z buławką i wierzchołkami wcześniejszych członów przyciemnionymi. Głaszczki żółte. Odnóża żółte z przyciemnionymi połączeniami stawowymi i wierzchołkami członów stóp. Głowa szerokości pokryw. Przedplecze tak szerokie jak długie, najszersze blisko środka, bocznie wypukłe, jego przednia i tylna krawędź równej długości, przy czym przednia nieco zgrubiała. Pokrywy prawie szersze niż dłuższe i o ¼ dłuższe od przedplecza. Odwłok poprzecznie płasko przewężony, nieco spiczasty, nieobrzeżony. Wycięcie na szóstym sternicie samca słabe i trójkątne. Jego piąty sternit przed słabym i wąskim wycięciem opatrzonym małym, płaskim wgłębieniem, które pokryte jest gęściejszą, delikatniejszą punktacją i złotożółtym owłosieniem.
Chrząszcz neotropikalny, znany wyłącznie z Kostaryki.